# فرودگاه همیلتون
فرودگاه همیلتون (به انگلیسی: Hamilton Airport (Australia)) یک فرودگاه همگانی با کد یاتا HLT است که یک باند فرود شن دارد و طول باند آن ۱۲۳۳ متر است. این فرودگاه در کشور استرالیا قرار دارد و در ارتفاع ۲۴۵ متری از سطح دریا واقع شده‌است.